# Myonia capena
Myonia capena är en fjärilsart som beskrevs av Druce 1885. Myonia capena ingår i släktet Myonia och familjen tandspinnare. Inga underarter finns listade i Catalogue of Life.